# In Too Deep (1999)
In Too Deep is een Amerikaanse thriller/misdaadfilm uit 1999, geregisseerd door Michael Rymer en geproduceerd door Paul Aaron en Michael Henry Brown. De hoofdrollen worden vertolkt door Omar Epps, LL Cool J en Nia Long.

## Verhaal
Een undercoveragent raakt te diep betrokken bij een drugsdeal. Hij raakt bevriend met de drugsbaas die zich God noemt, en ontdekt zowel zijn gewelddadige kant als het feit dat hij de armen en zijn familie steunt. De chef van de agent is bang dat hij te dicht betrokken raakt bij de gangster, en die angst blijkt niet ongegrond te zijn...

## Rolbezetting
| Acteur              | Personage            |
| ------------------- | -------------------- |
| Omar Epps           | Jeff "J. Reid" Cole  |
| LL Cool J           | Dwayne "God" Gittens |
| Nia Long            | Myra                 |
| Stanley Tucci       | Preston D'Ambrosio   |
| Hill Harper         | Breezy T.            |
| Jake Weber          | Daniel Connelly      |
| Richard Brooks      | Wesley               |
| David Patrick Kelly | Rick Scott           |
| Pam Grier           | Det. Angela Wilson   |
| Veronica Webb       | Pam                  |
| Ron Canada          | Dr. Bratton          |
| Robert LaSardo      | Felipe Batista       |
| Gano Grills         | Frisco               |
| Ivonne Coll         | Mrs. Batista         |
| Don Patrick Harvey  | Murphy               |
| Jermaine Dupri      | Melvin               |
| Lloyd Adams         | Ray-Ray              |
| Philip Akin         | Minister             |
| Anna Carolina Alvim | Esperanza Batista    |
| Karina Arroyave     | G.G.                 |
| Chris Collins       | Lookout              |
| Guillermo Díaz      | Miguel Batista       |
| Aunjanue Ellis      | Denise               |
| Sticky Fingaz       | Ozzie                |
| Michie Mee          | Martha               |
| Mya Harrison        | Loretta              |
| Shyheim Franklin    | Che                  |
| Nas                 | Drugsdealer          |